# ミニミニさまぁ〜ず
ミニミニさまぁ〜ず(ミニミニさまーず)は、テレビ東京系列で2007年12月から2009年1月まで放送されていた年末年始の特別番組。

## 概要
『モヤモヤさまぁ〜ず2』の流れを汲み、5日間に渡ってミニ番組を17本放送した後、通常『モヤモヤさまぁ〜ず2』が放送される時間に30分の特別番組を放送。『モヤモヤさまぁ〜ず2』は4:3の標準画質で収録されているが、この番組は全編ハイビジョン収録。2007年度はモバゲーTOWN、2008年度はソフトバンクの一社提供。2007年度はモバゲーTOWNにて、2008年度はテレビ東京の携帯サイト「てれともばいる」で携帯電話限定の特典映像が配信された。
2008年12月27日から第2弾が放送された。
第2弾も第1弾と同様17本のミニ枠と30分のSP特番によって構成されている。SPは第1弾と違い、土曜の深夜1:00 - で「モヤモヤさまぁ〜ず2」のレギュラー放送枠とは別枠で放送されている。
2009年度以降は放送されない代わりに『モヤモヤさまぁ〜ず2年末スペシャル』（2009年・2010年）、『モヤモヤさまぁ〜ず2新春スペシャル』（2012年・2013年）が放送されている。2009年12月30日の『モヤモヤさまぁ〜ず2年末スペシャル』は番組初の2時間半特番として放送された。

## プロローグ
2007年某日、他局の番組の収録に臨んでいるさまぁ〜ずのもとを訪れたプロデューサー。元々ミニ番組を担当したいという希望を持っており、年末年始の番組の空き枠を探していたところ、たまたまミニ番組の枠が空いていた。そしてこの枠を使って番組の企画書を書いたところ通ってしまった。さまぁ〜ずはミニ番組と言うことで楽観していたが、企画書によってミニ番組の枠が17枠開けられたと聞くと「聞いたことねーよ!!」などと驚く。しかし、プロデューサーが「とりあえず決まっちゃったんで、もうやんないと間にあわないので」との言葉に押し切られ「テレ東 バカだな。」
と文句をいいつつ、了承せざるを得ないのであった（以上、モヤモヤさまぁ〜ず2第36回より）。しかし、2008年の年末も放送され、現在さまぁ〜ずの2人はこの企画に乗り気である。

## 出演者
- さまぁ〜ず　（大竹一樹、三村マサカズ）

2007年-2008年
- 菅野牧子 （エアロビインストラクター、「エアロビさまぁ〜ず」のみ）
- 木下真理子 （書家、「書の道～三村編～」「書の道～大竹編～」のみ）
- 大江麻理子　（テレビ東京アナウンサー、特番「大人VS老人〜ババ抜き対決〜」のみ）

2008年-2009年
- 川村エミコ　（お笑いタレント。「さまぁ〜ずの建もの乱暴〜川村宅編〜」のみ）
- 森本智子 （テレビ東京アナウンサー、「本当にあった大竹一樹の恐い話」「本当にあった三村マサカズの恐い話」のみ）
- 秋元玲奈 （テレビ東京アナウンサー、「OTAKEミュージックフェア41」のみ）
- 秋竹朋子 （声楽家、「OTAKEミュージックフェア41」のみ）

## 放送時間と内容

### タイムテーブル

#### 2007年 - 2008年
| 回数     | 放送時間（TX）               | 放送内容                                                                                   | 備考                                        |
| -------- | ---------------------------- | ------------------------------------------------------------------------------------------ | ------------------------------------------- |
| 第01回   | 2007年12月29日 20:54 - 21:00 | さまぁ〜ず3分クッキング(音を立てないチャーハン)                                            | 「キユーピー3分クッキング」のパロディー     |
| 第02回   | 2007年12月29日 26:25 - 26:30 | さまぁ〜ずのぶらり3分下車の旅(松陰神社前駅)                                                | 「ぶらり途中下車の旅」のパロディー          |
| 第03回   | 2007年12月30日 17:54 - 18:00 | エアロビさまぁ〜ず                                                                         | -                                           |
| 第04回   | 2007年12月30日 22:48 - 22:54 | 大竹一樹のくいしん坊！ごめん(鰻屋編)                                                       | 「くいしん坊!万才」のパロディー             |
| 第05回   | 2007年12月30日 25:55 - 26:00 | とっさに使えるパキスタン語講座                                                             | -                                           |
| 第06回   | 2007年12月30日 27:00 - 27:05 | ピンポンさん〜三村編〜                                                                     | 「ママとあそぼう!ピンポンパン」のパロディー |
| 第07回   | 2008年1月1日 13:00 - 13:05   | 演歌のマサカズ                                                                             | 「演歌の花道」のパロディー                  |
| 第08回   | 2008年1月1日 25:50 - 25:55   | さまぁ〜ず3分クッキング(冬においしいアイス)                                                | 「キユーピー3分クッキング」のパロディー     |
| 第09回   | 2008年1月1日 27:55 - 28:00   | ピンポンさん〜大竹編〜                                                                     | 「ママとあそぼう!ピンポンパン」のパロディー |
| 第10回   | 2008年1月2日 26:25 - 26:30   | 書の道〜三村編〜                                                                           | -                                           |
| 第11回   | 2008年1月2日 28:55 - 29:00   | 書の道〜大竹編〜                                                                           | -                                           |
| 第12回   | 2008年1月3日 10:55 - 11:00   | 大人VS子供〜三村フラッシュ暗算編〜                                                         | -                                           |
| 第13回   | 2008年1月3日 16:55 - 17:00   | 大人VS子供〜大竹線引き対決編〜                                                             | -                                           |
| 第14回   | 2008年1月3日 26:25 - 26:30   | 三村の車窓から(西武秩父線芦ヶ久保駅)                                                       | 「世界の車窓から」のパロディー              |
| 第15回   | 2008年1月4日 14:25 - 14:30   | 日本代表戦VSアメリカ〜黒ひげ危機一髪対決〜                                                 | -                                           |
| 第16回   | 2008年1月4日 15:25 - 15:30   | 日本代表戦VSアメリカ〜あっちむいてホイ対決〜                                               | -                                           |
| 第17回   | 2008年1月4日 16:25 - 16:30   | 青春プレイバック〜三村のスニーカーぶるーす〜                                               | -                                           |
| 特番     | 2008年1月4日 25:00 - 25:30   | さまぁ〜ず対談、振り返り 大竹一樹のくいしん坊！ごめん(六本木編) 大人VS老人〜ババ抜き対決〜 | -                                           |
| お蔵入り | -                            | とっさに使えるスペイン語講座                                                               | -                                           |

#### 2008年 - 2009年
| 回数   | 放送時間（TX）               | 放送内容                                                                          | 備考                                         |
| ------ | ---------------------------- | --------------------------------------------------------------------------------- | -------------------------------------------- |
| 第01回 | 2008年12月27日 20:55 - 21:00 | さまぁ〜ずの建もの乱暴〜吉村宅編〜                                                | 「渡辺篤史の建もの探訪」のパロディー         |
| 第02回 | 2008年12月27日 25:25 - 25:30 | グータンチューボー〜三村編〜                                                      | 「グータンヌーボ」のパロディー               |
| 第03回 | 2008年12月28日 23:54 - 24:00 | さまぁ〜ずのぶらり3分下車の旅（天王洲アイル駅）                                   | 「ぶらり途中下車の旅」のパロディー           |
| 第04回 | 2008年12月28日 27:35 - 27:40 | おやすみなさい〜大竹編〜                                                          | -                                            |
| 第05回 | 2008年12月29日 21:48 - 21:54 | さまぁ〜ずの建もの乱暴〜川村宅編〜                                                | 「渡辺篤史の建もの探訪」のパロディー         |
| 第06回 | 2008年12月29日 24:24 - 24:30 | グータンチューボー〜大竹編〜                                                      | 「グータンヌーボ」のパロディー               |
| 第07回 | 2008年12月29日 26:54 - 27:00 | おやすみなさい〜三村編〜                                                          | -                                            |
| 第08回 | 2008年12月30日 16:55 - 17:00 | 日本代表戦〜手押し相撲対決〜                                                      | -                                            |
| 第09回 | 2008年12月30日 25:54 - 26:00 | OTAKEミュージックフェア41                                                         | 「SHIONOGIミュージックフェア21」のパロディー |
| 第10回 | 2008年12月31日 11:55 - 12:00 | おしえて!みむらお兄さん!                                                          | -                                            |
| 第11回 | 2009年1月1日 10:25 - 10:30   | 日本代表戦〜羽子板対決〜                                                          | -                                            |
| 第12回 | 2009年1月1日 12:25 - 12:30   | 青春プレイバック                                                                  | -                                            |
| 第13回 | 2009年1月1日 25:54 - 26:00   | 世界一避けたい授業〜相撲必勝編〜                                                  | 「世界一受けたい授業」のパロディー           |
| 第14回 | 2009年1月2日 09:55 - 10:00   | 三村とあそぼう!ピンポンさん                                                       | -                                            |
| 第15回 | 2009年1月2日 26:25 - 26:30   | 世界一避けたい授業〜巨人の小笠原〜                                                | 「世界一受けたい授業」のパロディー           |
| 第16回 | 2009年1月3日 09:55 - 10:00   | 本当にあった大竹一樹の恐い話                                                      | 「本当にあった怖い話」のパロディー           |
| 第17回 | 2009年1月3日 12:55 - 13:00   | 本当にあった三村マサカズの恐い話                                                  | 「本当にあった怖い話」のパロディー           |
| 特番   | 2009年1月3日 25:00 - 25:30   | MMS総集編SP 日本代表戦〜しりとり対決〜 大竹とあそぼう!ピンポンさん 演歌のマサカズ | -                                            |

### 各回の内容

#### 2007年 - 2008年
さまぁ〜ず3分クッキング
講師大竹、アシスタント三村による料理番組。1回目は「音を立てないチャーハン」だが、思いっきり音を鳴らしてしまい、結局ごく普通のチャーハンができあがる。2回目は「冬においしいアイス」だが、料理はバニラアイスにチョコレートをかけただけのものであり、時間がかなり余ってしまう。
さまぁ〜ずのぶ・ら・り3分下車の旅
松陰神社前駅を旅するも、松蔭神社には行かず、タオルとダンボールで餅つきの真似をする2人組の男性を発見したところで終了。三村は何とか3分にまとめようとするが、大竹はそれを妨害しようとする。
エアロビさまぁ〜ず
「40歳から始めるエアロビクス」をテーマに、三村と大竹がエアロビクスに挑戦。大竹は先生の動作についていっているが、三村はテンポが遅れてついていけない。時間がたつにつれてに疲れていき、最後には息があがってしまう。
大竹一樹のくいしん坊！ごめん
大竹によるグルメ番組。鰻屋編では、出されたうな重のうなぎを避けて米だけ食べる。六本木編では、キャバクラ嬢にフルーツを振舞われる。
とっさに使えるパキスタン語講座
講師大竹、アシスタント三村による外国語の講座。2つのスキットがあり、どちらも4文構成で大竹の解説を交えながら進行する。「とっさに使えるスペイン語講座」があったが、本放送ではお蔵入り。
○○とあそぼう!ピンポンさん（○○は三村もしくは大竹）
三村と大竹が1人ずつ、体操のおにいさんに扮して、子供たちと体操をする。
演歌のマサカズ
中堅演歌歌手・三村が演歌「ほろよい酔虎伝」を歌う。
書の道
三村と大竹が1人ずつ、思いついた言葉を半紙にしたためる。書いた後は、先生が見本を見せ、字について指導を行う。三村が書いた言葉は「うんこ」、大竹が書いた言葉は「うがい」。
大人VS子供
三村がフラッシュ暗算、大竹が線引きで子供5人と対決する。フラッシュ暗算は3勝1敗1分で子供が、線引きは3勝2敗で大人が勝利。
三村の車窓から
三村のナレーションで西武秩父線芦ヶ久保駅を紹介し秩父方面へ向かう。しかし、道中はほとんどトンネル。
日本代表戦VSアメリカ
三村と大竹が黒ひげ危機一髪とあっちむいてホイで、アメリカ代表ウィルとドンと対決。どちらもアメリカ代表の勝利。特にあっちむいてホイ対決では2敗した後の3連勝であった。
青春プレイバック
三村マッチがスクールメイツを従えて「スニーカーぶる～す」を歌う。振り付けにいかがわしい動作をおりまぜたり、時間が経つにつれてバテて息が上がってくるところがポイント。
大人VS老人〜ババ抜き対決〜
三村が老人2名とババ抜きで対決する。実況に大江アナ、解説に大竹。三村はせこい手を駆使して勝とうとするが、結局普通に老人2名に負けてしまう。

#### 2008年 - 2009年
さまぁ〜ずの建もの乱暴
他人の住宅の中を3分で紹介する番組だが、タイトルの通り、さまぁ〜ずの2人は家の小物を勝手に手にとって、乱暴に扱ってしまう。
グータンチューボー
三村が女子中学生2人と、大竹が男子中学生2人と、喫茶店でトークをする。最近の中学生の流行に、さまぁ〜ずの2人がついていけない様子が見られる。
さまぁ〜ずのぶ・ら・り3分下車の旅〜天王洲アイル駅を丸かじりリポート!の旅〜
前回に続き登場。天王洲アイル駅前を紹介しようとするも、大竹が靴の紐を結び直したりするなど邪魔をして一向に先に進まない。歩いた先にはタオルとダンボールで餅つきの真似をする2人組の男性が現れ、三村と大竹は「これ、去年も見たような気がする」。
おやすみなさい。
何もないスタジオで寝姿を、クラシック音楽をバックに放映する。12月29日と12月30日のクロージング前に放送された。放送中には2人のプロフィールがテロップで流される。
日本代表戦VSアメリカ
前回に引き続き登場。アメリカ代表のエリックとドンと、手押し相撲、羽根突き、しりとりで対決。手押し相撲ではアメリカ代表に惜敗、羽根突きでは日本代表はアメリカ代表が掟破りといえるスマッシュを繰り出すなどで苦しめられ完敗、しりとりは日本代表の完勝。
OTAKEミュージックフェア41
「今話題のバイオリニスト」の大竹が、声楽家の秋竹朋子と『チューリップ』をセッションする。ちなみにタイトルの「41」は当時の大竹の年齢である。
おしえて!みむらお兄さん!
みむらお兄さんが視聴者からの疑問を実演を交えて答えていく。「ロデオボーイの上でもそろばんは便利なのか」「熱いコーヒーを飲みながらくしゃみをするとどうなるのか」を実演した。解答は、前者は「具合悪くなるよ」、後者は「結構こぼれるけど、そんなに手に付かないよ。結構セーフだったけど、涙がとまらないよ」。
青春プレイバック
前回に引き続き登場。ミムラ聖子がスクールメイツを従えて『青い珊瑚礁』を口パクで熱唱する。昨年同様、振り付けにいかがわしい動作をおりまぜたり、時間が経つにつれてバテて息が上がってくるところがポイント。
世界一避けたい授業
大竹一樹教授は、相撲の簡単な必勝法を実演を交えながら子供に教える。三村マサカズ教授は、巨人の小笠原道大の存在意義について、熱弁をふるって子供に講義する。
○○とあそぼう!ピンポンさん（○○は三村もしくは大竹）
前回に引き続き登場。三村と大竹が1人ずつ、体操のおにいさんに扮して、子供たちと体操をする。
本当にあった○○の恐い話（○○は三村マサカズもしくは大竹一樹）
三村が大竹の、また大竹が三村の、本当に身に起こった怖い話をするのだが、内容はでたらめな作り話である。

## その他
- 2007年12月30日から、テレビ東京の公式サイトのトップページで、本番組のホームページへのリンクをクリックすると、袴姿のさまぁ〜ずが現れたのち、半紙に毛筆で「じゃっく」と書かれたものが降りてくる演出がホームページ上で展開された。番組の公式ホームページでは「テレビ東京をジャックする」と宣言しており、まさに宣言通りにジャックしたことになる。
- 2008年1月2日から、番組の公式ホームページ上で、袴姿のさまぁ〜ずが登場して何かをやって画面上を追加する演出が展開されている。

## スタッフ
- 構成：そーたに、たかはC
- 演出：大場剛
- プロデューサー：伊藤隆行
- 制作協力：極東電視台
- 製作著作：テレビ東京